# Przemysław Wachowski
Przemysław Wachowski (ur. 1966 w Łodzi) – polski malarz, nauczyciel akademicki oraz rektor Akademii Sztuk Pięknych im. W. Strzemińskiego w Łodzi od 2020 roku.

## Życiorys
W latach 1988–1993 studiował na Państwowej Wyższej Szkole Sztuk Plastycznych w Łodzi (obecnie Akademia Sztuk Pięknych im. W. Strzemińskiego w Łodzi), w której pracuje od 1994. W 1995 uzyskał na Wydziale Edukacji Wizualnej dyplom z malarstwa pod kierunkiem Jacka Bigoszewskiego. W latach 2008–2012 był prodziekanem Wydziału Sztuk Wizualnych, w kadencjach 2012-2016 oraz 2016-2019 pełnił funkcję dziekana tego wydziału. W latach 2019–2020 był dziekanem Wydziału Sztuk Pięknych. W 2020 został wybrany 41 głosami do pełnienia funkcji rektora Akademii Sztuk Pięknych im. Władysława Strzemińskiego w Łodzi. Jego kontrkandydat Marek Domański otrzymał 11 głosów.
Swoje prace prezentował na wystawach indywidualnych i zbiorowych w Polsce i za granicą, m.in. we Francji, w Czechach, Nikaragui, Niemczech czy Kanadzie.